# Szobrászat

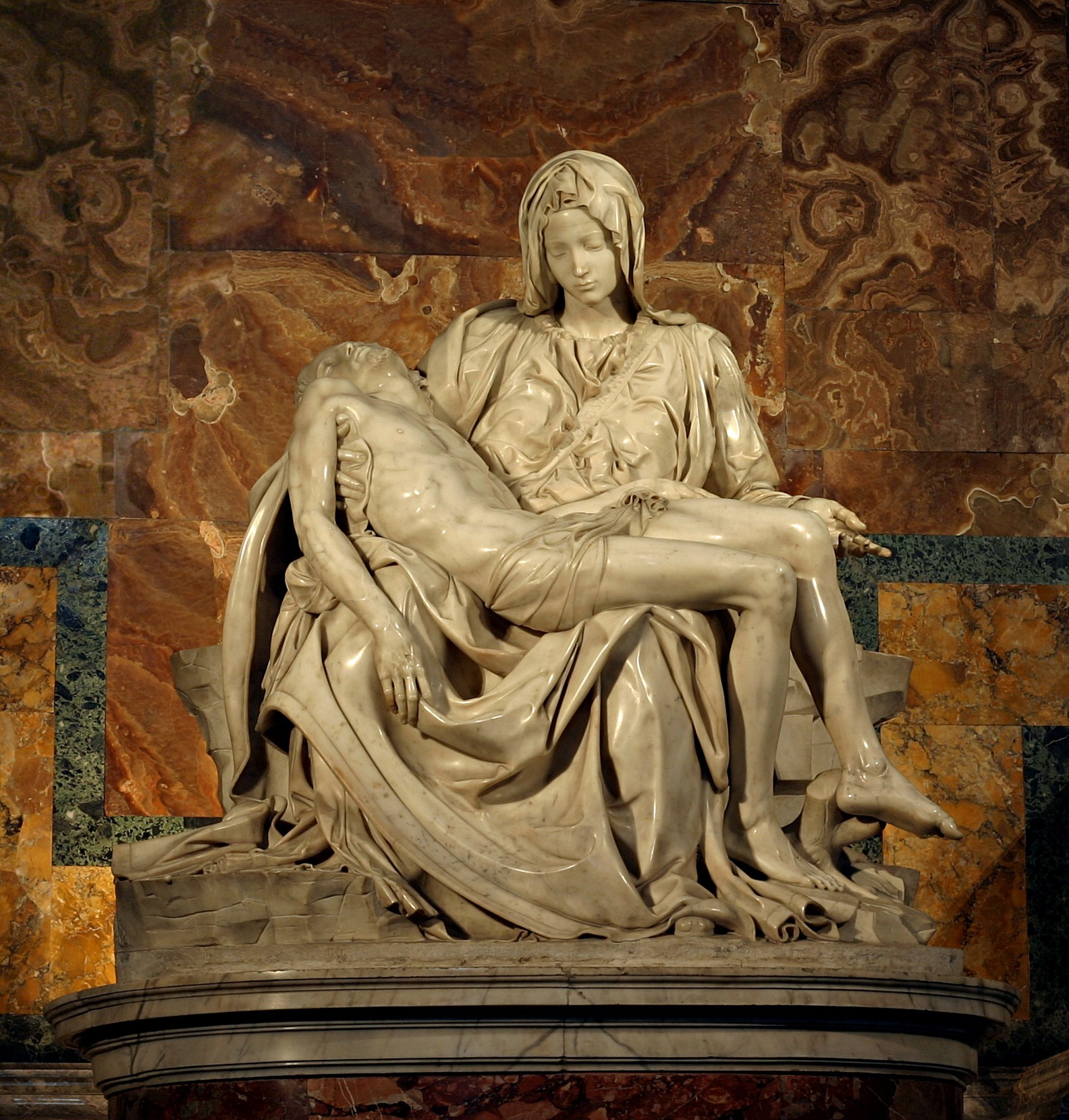
Michelangelo Pietàja, 1499

A szobrászat (görög eredetű szóval: plasztika) a képzőművészet egyik legismertebb, hagyományos ága. Termékei, a szobrok szilárd anyagokból formált teljes, háromdimenziós térbeli kiterjedésű („körüljárható”) műalkotások.

## Átmeneti művek
Jellemzően átmeneti, a festőművészet kétdimenziós ábrázolásmódjához közelítő alkotások az alapból csak részlegesen kiemelkedő domborművek (reliefek):
- a síkba illeszkedik (leginkább csak abba bekarcolt vonalak együttese a síkdombormű;
- a térbeliség felé halad az alapsíkból enyhén kiemelkedő féldombormű;
- az ennél jobban, az alakok mintegy fele magasságáig kiemelkedő alkotásokat közönségesen (jelző nélkül) domborműnek nevezzük;
- közel háromdimenziós, plasztikus, csaknem önálló szobornak hat a magasdombormű.

Az építészet felé vezetnek át a különböző formájúra alakított épületszerkezeti elemek:
- oszlopok,
- kariatidák,
- vízköpők stb.

Az ötvösség (ötvösművészet) felé vezető átmeneti forma az éremművészet (érmészet).
Csak neve alapján rokonítható, de nem ebbe a kategóriába tartozik a hang- és a fényszobrászat.

## Megformálás
A megformálás módja szerint a szobor lehet:
- faragott,
- öntött vagy
- mintázott.

Hagyományosan megkülönböztették a képlékeny (plasztikus) anyagokból (agyag, viasz, plasztilin stb. mintázott szobrokat (plasztikákat), a kemény kőből faragottaktól; utóbbiakat a latin eredetű sculptura (németül Bildhauerei) szóval jelölték. Mára ez a különbségtétel megszűnt; a kifejezések eredeti jelentése elhomályosult.

## A szobrok hagyományos anyagai
- kemény kő (faragott szobrok):
  - homokkő
  - mészkő
  - márvány
  - bazalt
  - gránit
  - alabástrom
  - jade
- plasztikus anyagok (mintázott szobrok):
  - agyag
  - viasz
  - marcipán
- növényi és állati eredetű anyagok (faragott szobrok)
  - fa
  - csont
  - elefántcsont
  - különféle szarvak és tülkök
- égetett szobrok:
  - porcelán
  - terrakotta
  - pirogránit
- fémek (öntött szobrok):
  - vas
  - réz
  - bronz
  - ezüst
  - arany
- épületburkolatok (burkolatdíszek)
  - stukkó
- papír

## Kortárs anyagok
Bármely szerves és szervetlen anyag, ipari termék.
- környezet (természet)
- műanyagok, és más szintetikus anyagok
- textília
- fémek
  - alumínium
  - higany
  - huzal
- üveg
- homok
- víz, jég, hó
- léggömb
- folyadékkristály
- fagyott vér, elpusztult állatok
- talált tárgyak

## Története
Az első fennmaradt szobrokat az őskorban mintázták, illetve faragták agyagból, kőből vagy elefántcsontból. A feltételezések szerint ezek kultikus tárgyak, valószínűleg termékenységszimbólumok lehettek. Ugyancsak kultikus szerepet tulajdonítanak az ősi domborműveknek, valamint a festőművészet felé átvezető sziklarajzoknak, szikla- és barlangfestményeknek. Az első szakrális szobrokat az újkőkorszakban állították a kultuszhelyek oltáraira.
Az első színvonalas, komoly művészi igénnyel és ízléssel, illetve kialakult hagyománnyal megformált szobrokat a folyamvölgyi civilizációk (Mezopotámia és Egyiptom) emlékei közt találjuk. Egyiptomban a domborművek jutottak nagyobb szerephez, az önálló szobrok többsége kisplasztika.
A klasszikus görög szobrászat fő funkciója az épületek díszítése volt.
Európában a görögök fogalmazták meg a kompozíciók kialakításának elvi módszereit rögzítő első arányrendeket (Polükleitosz) és tipizálták a mozgások harmonikus egyensúlyát segítő beállításokat.
A hellenisztikus művészet eltávolodott a klasszikus rendtől; a művek témái mind gyakrabban lettek naturalista portrék, életképek, frivol, illetve groteszk jelenetek.

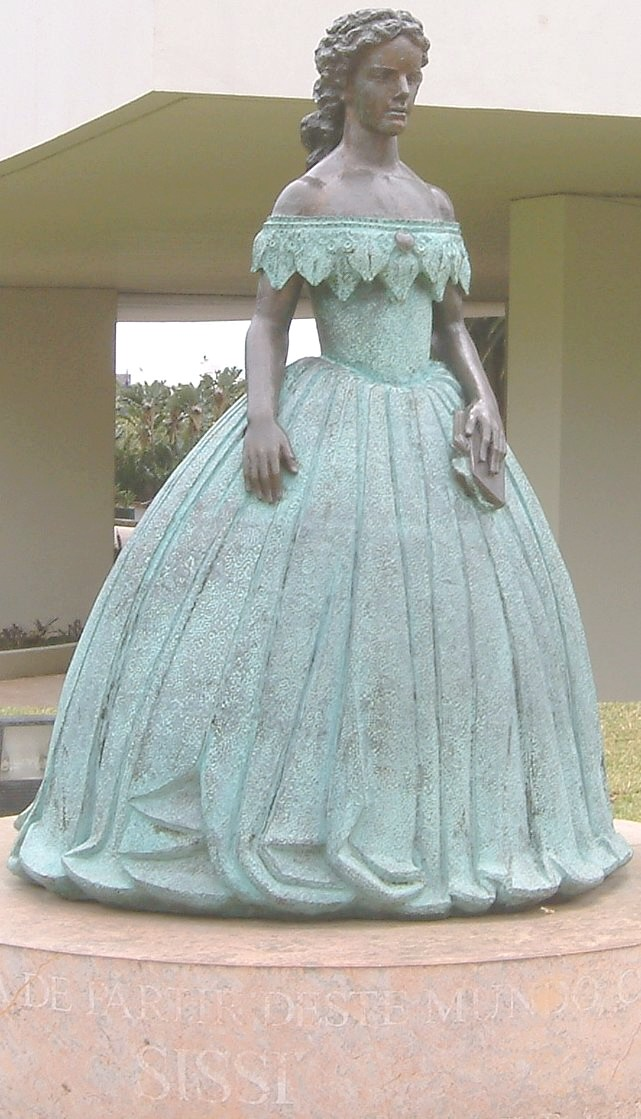
Sissi szobra Funchalban a kaszinó előtt — a zöld szín a bronzon képződő patina

A római szobrászat a görög és az etruszk művészet hagyományait asszimilálta. Általában az ókori és így a római szobrokat is rendszerint többszínűre festették; az újkori szobrok többnyire monokróm jellegűek és ha nem azok, gyakran az se festés eredménye. A középkor óta leginkább a beltéri faszobrokat (volt) szokás festeni; ennek praktikus funkciója a fa védelme.
Az ókeresztény művészet megtartotta az ábrázolás egész alakos jellegét, de szakított a szobrok körüljárhatóságának hagyományával, és a frontálisan komponált figurákat többnyire valamilyen falfelület elé állította. Főleg bibliai alakokat ábrázoltak.
A népvándorlás korában figyelemre méltók a gazdagon díszített ornamentális állatfigurák. A középkor ábrázolásmódja eltávolodott az antik hagyományoktól; azok csak a bizánci művészetben éltek tovább. A romanika idején a szobrokat főleg épületek, azon belül is kiváltképp templomok díszítésére használták. A gótika idejétől ezeket a szobrokat többnyire fülkékbe állították, ezzel is erősítve a kompozíció frontális jellegét — ábrázolásmódjuk viszont egyre realisztikusabb lett.
A realisztikus és egyúttal körüljárható szobrok divatját a reneszánsz szobrászat hozta újra divatba. Új műfajként jelent meg a mázas terrakotta
A reneszánsz egyensúlyra és harmóniára törekvése után a barokk művészetére a dinamizmus, a rokokóéra a könnyedség jellemző. Kiváltképp dinamikusak a spanyol barokk jellegzetes figurái, a festett faszobrok.
A klasszicizmus hűvös, tiszta formaeszménye mellett a romantika alapvetően dinamikus volt, de mindkét irányzat törekedett a monumentalitásra. Ennek megfelelően a 18. és a 19. század közepe közötti időszak fő szobortípusa az emlékmű volt. A 19. század végének realizmusa hamarosan naturalizmusba csapott át. Ezt a századelőn (a 20. század elején) avantgárd irányzatok váltották fel; közülük kiemelendő a futurizmus és a kubizmus.
Ettől fogva egységes szobrászati ízlésről stílusról nem beszélhetünk; a modern művészetben a téma kifejezésének igényét mindinkább az „eredetiség”, a művész önkifejezésének igénye váltotta fel.

## Fajtái a szobor rendeltetése szerint
1. Monumentális szobrászat (emlékművek, épületszobrok)
2. Szakrális szobrászat
3. Díszítő szobrászat (önálló műalkotásokat hoz létre alapvetően dekoratív céllal)
4. Zsánerszobrászat
5. Kisplasztika

## Galéria

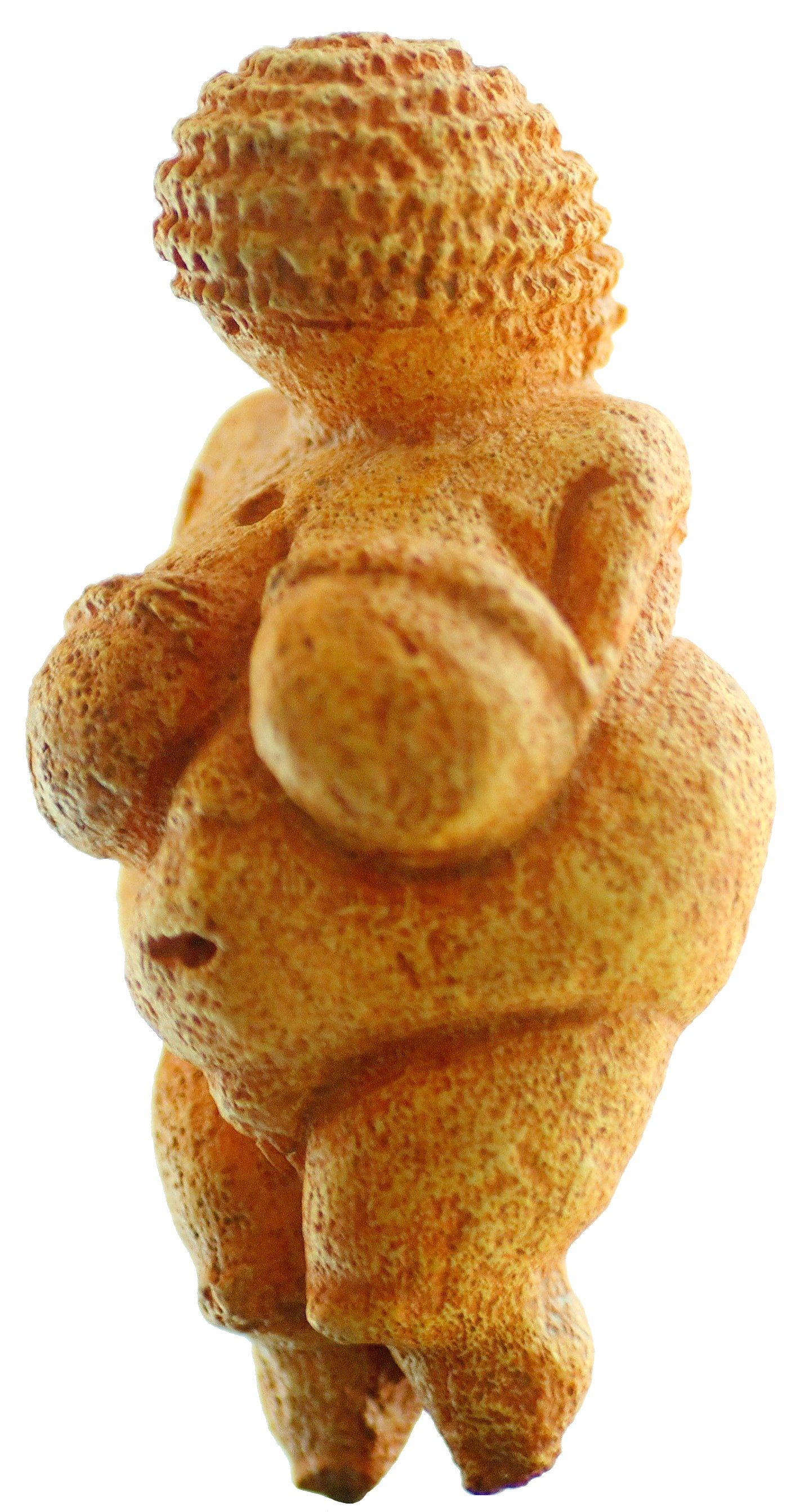
Willendorfi vénusz
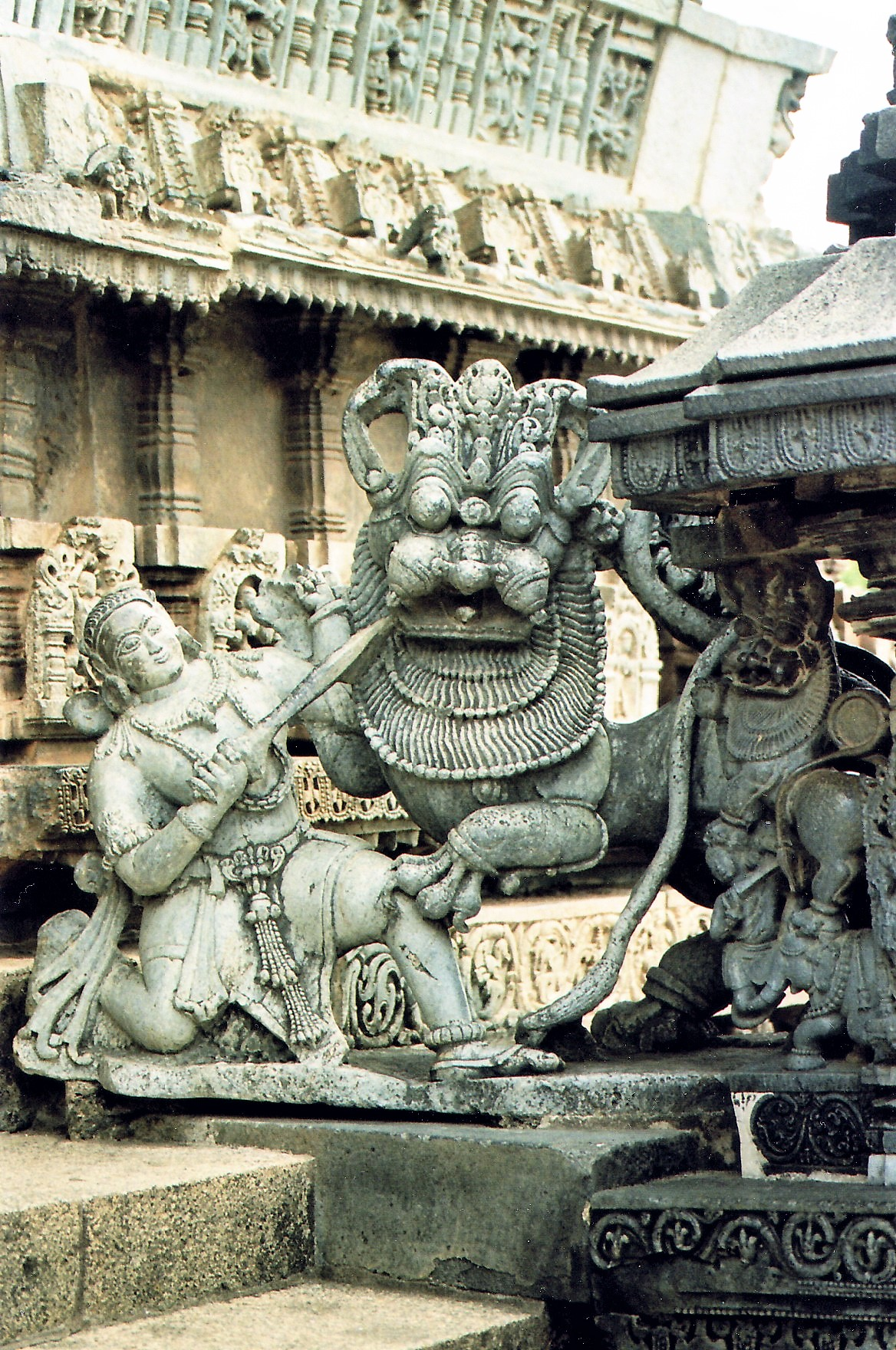
Chennakesava-templom, Belur, Karnataka, India
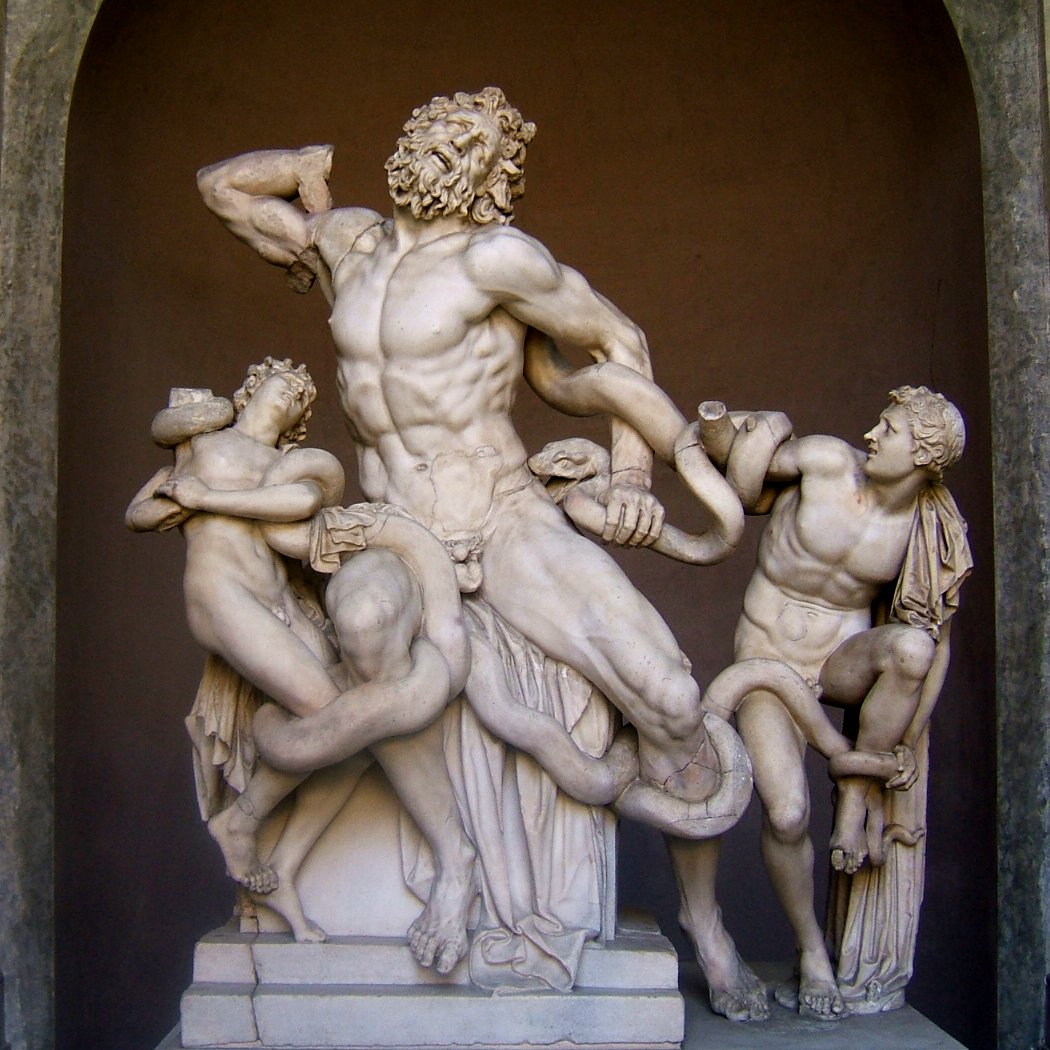
Laokoón
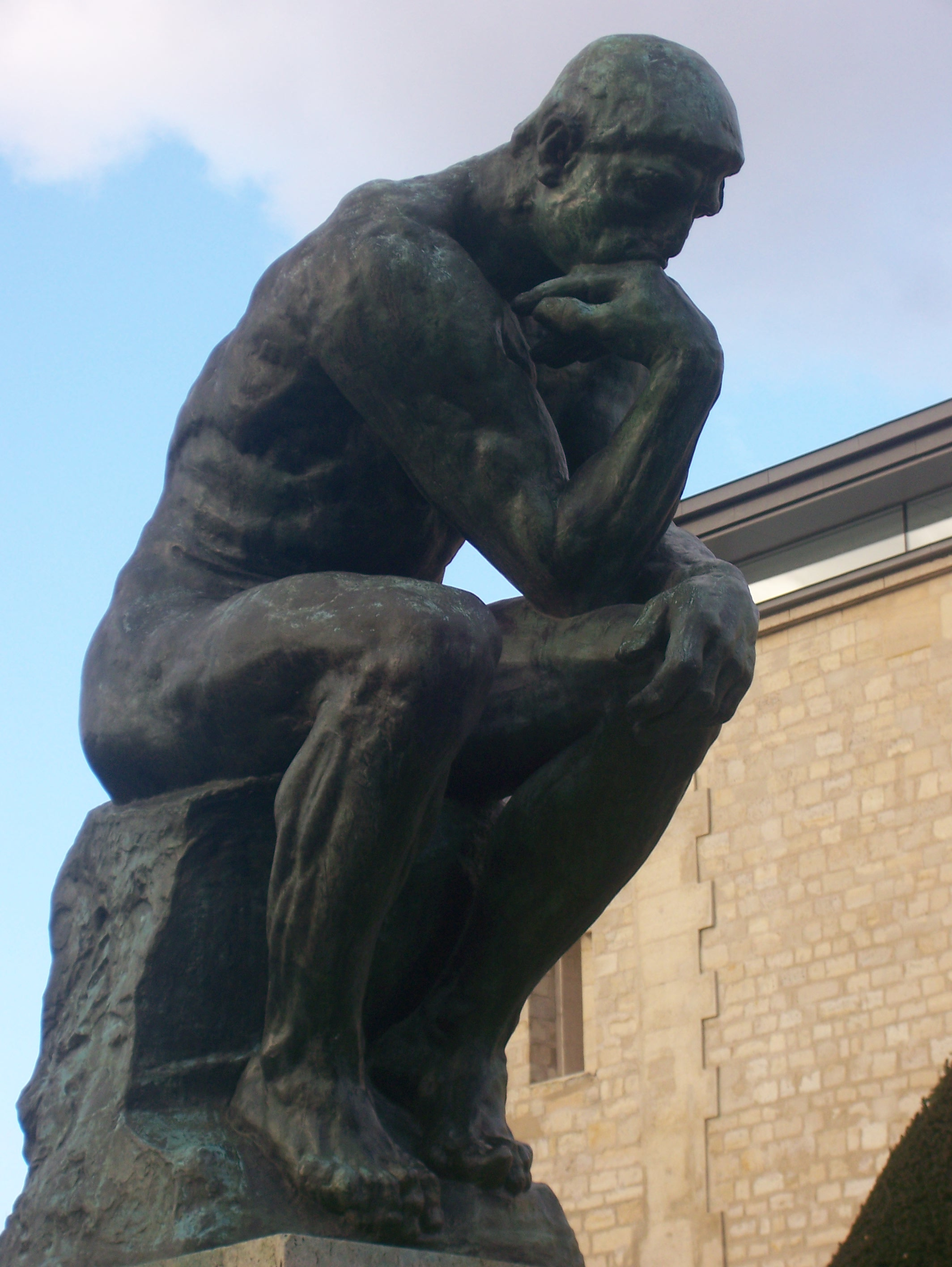
Auguste Rodin: A gondolkodó
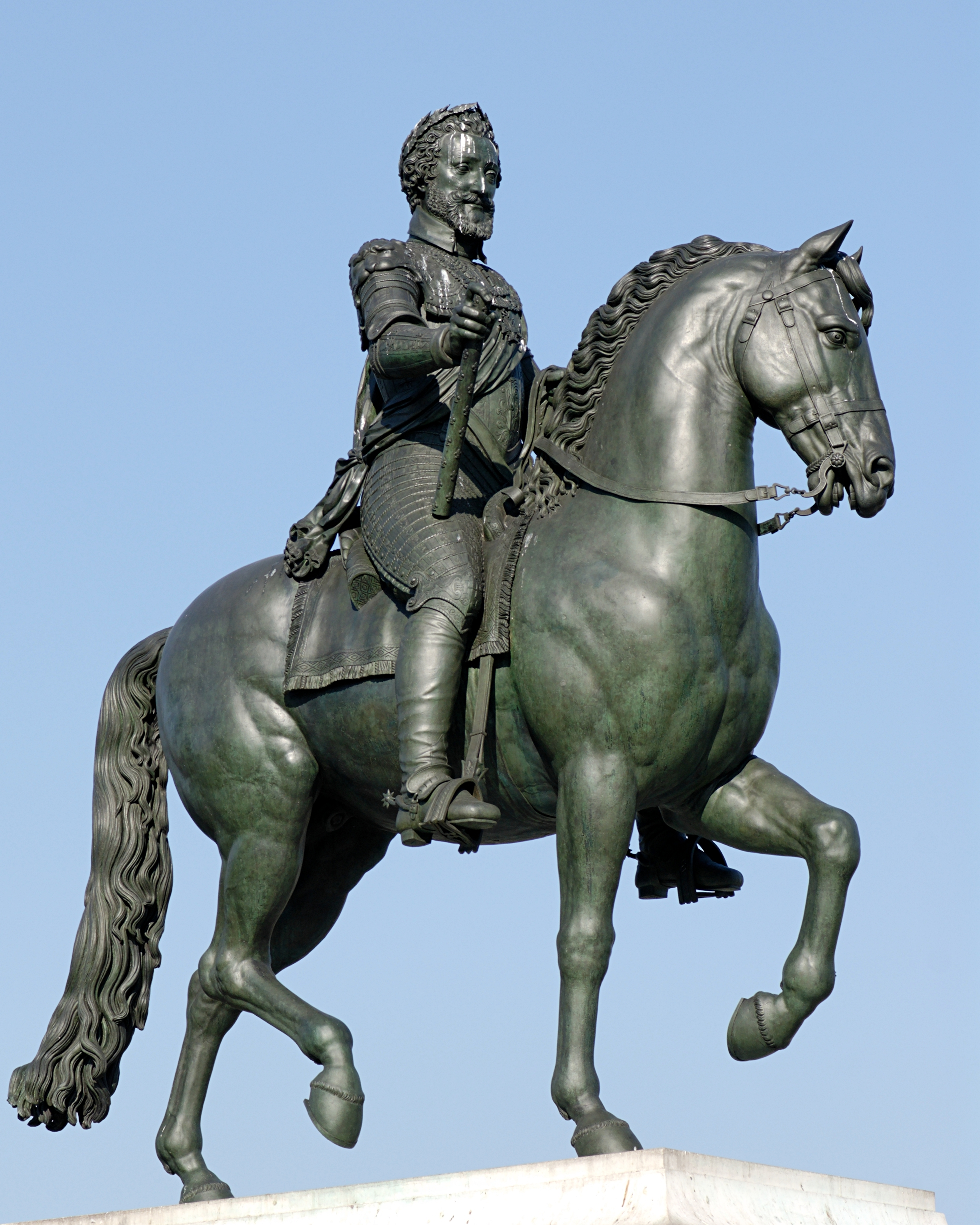
Lovas szobor
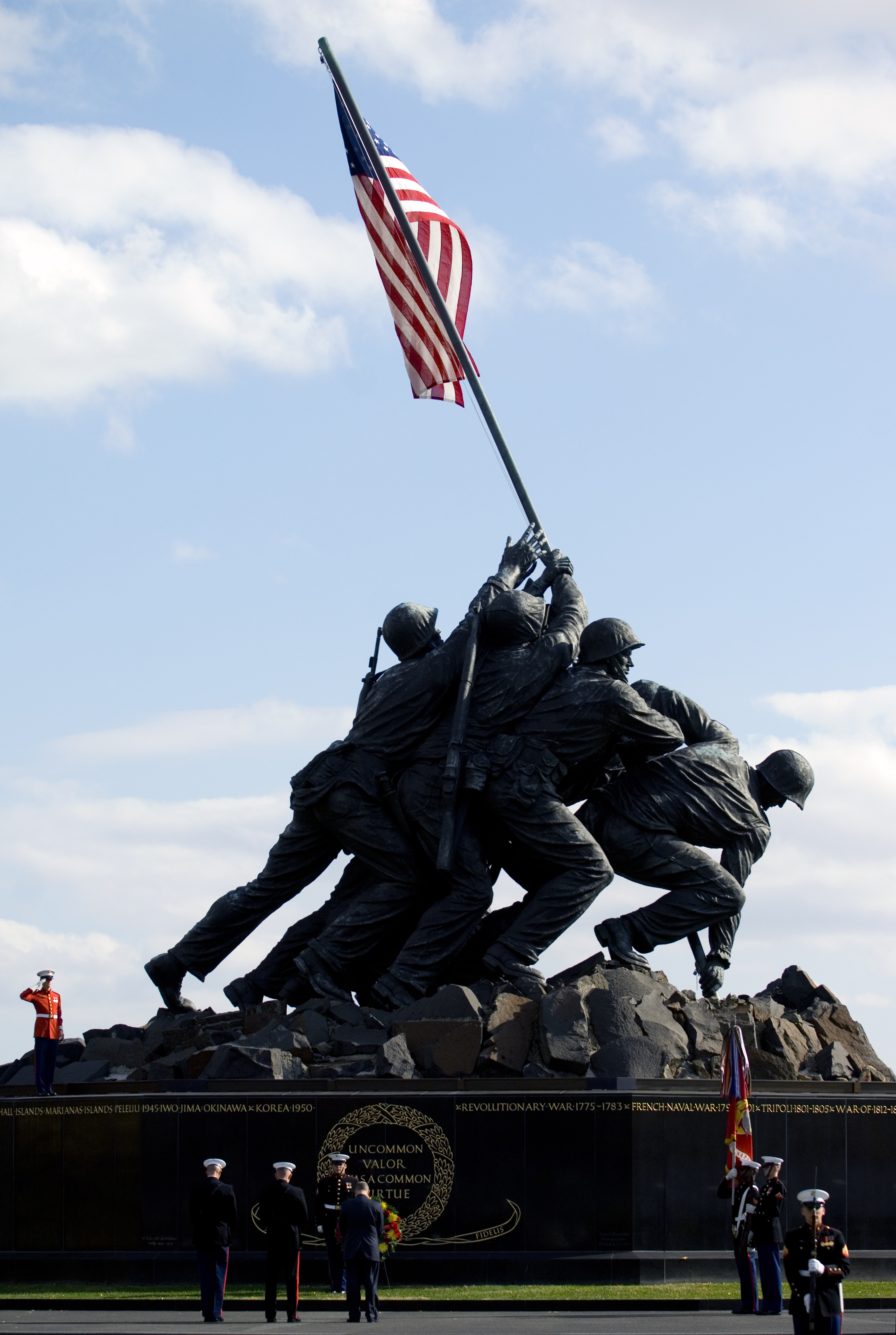
Tengerészeti háborús emlékmű
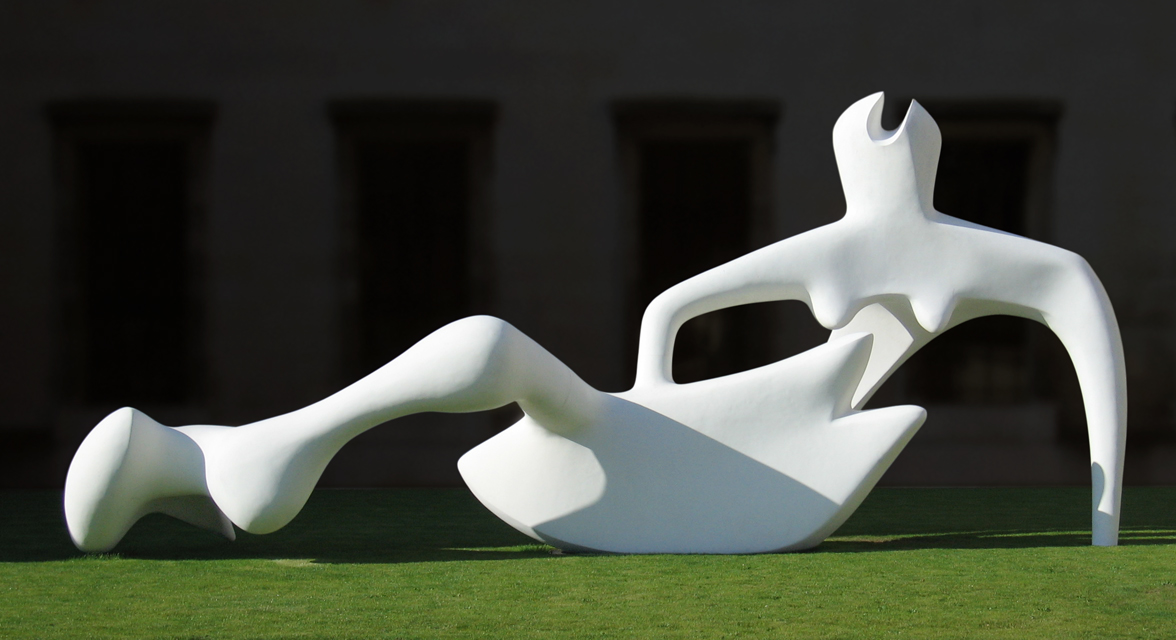
Henry Moore: Újrahasznosított alak, 1951
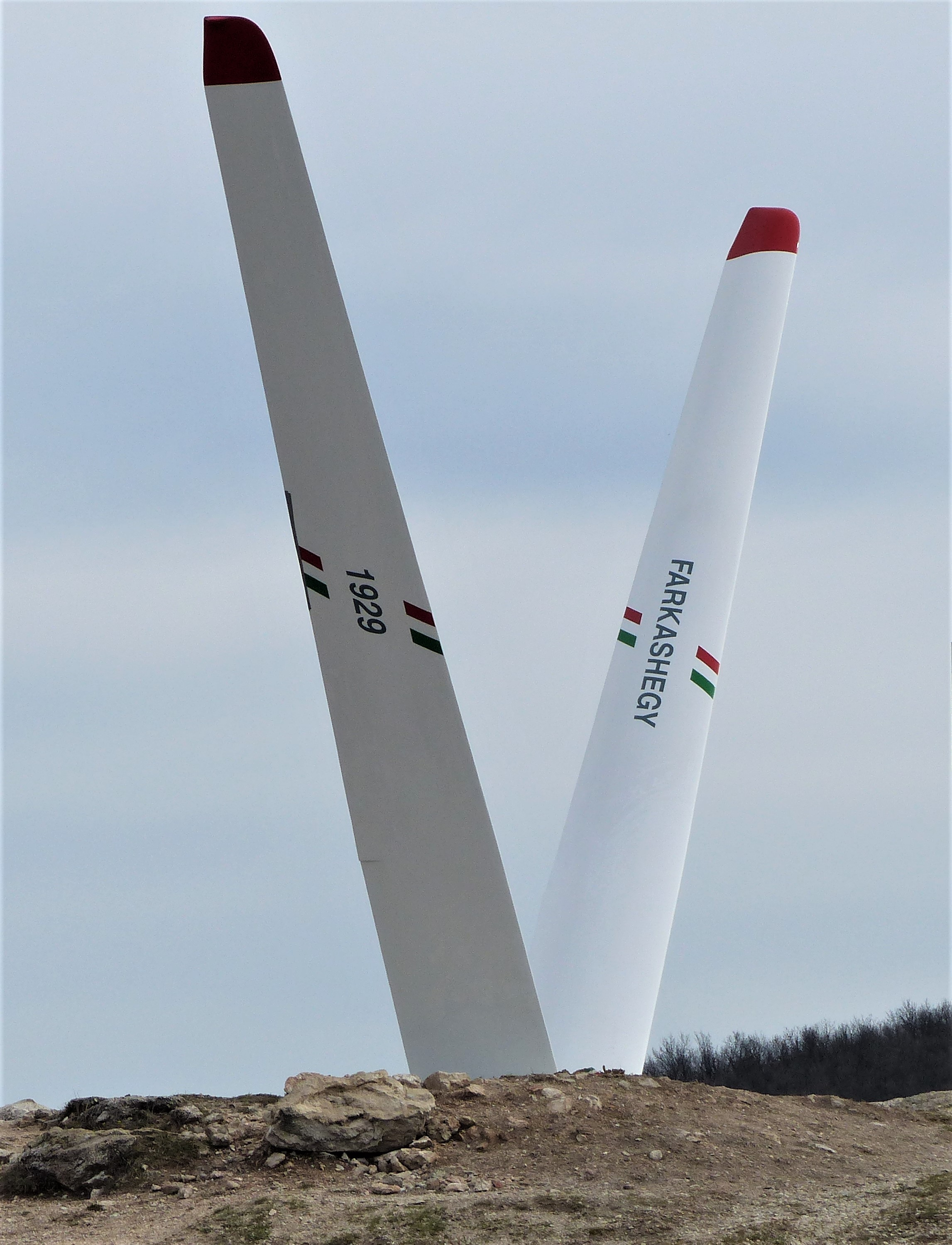
Vitorlázórepülő-emlékmű
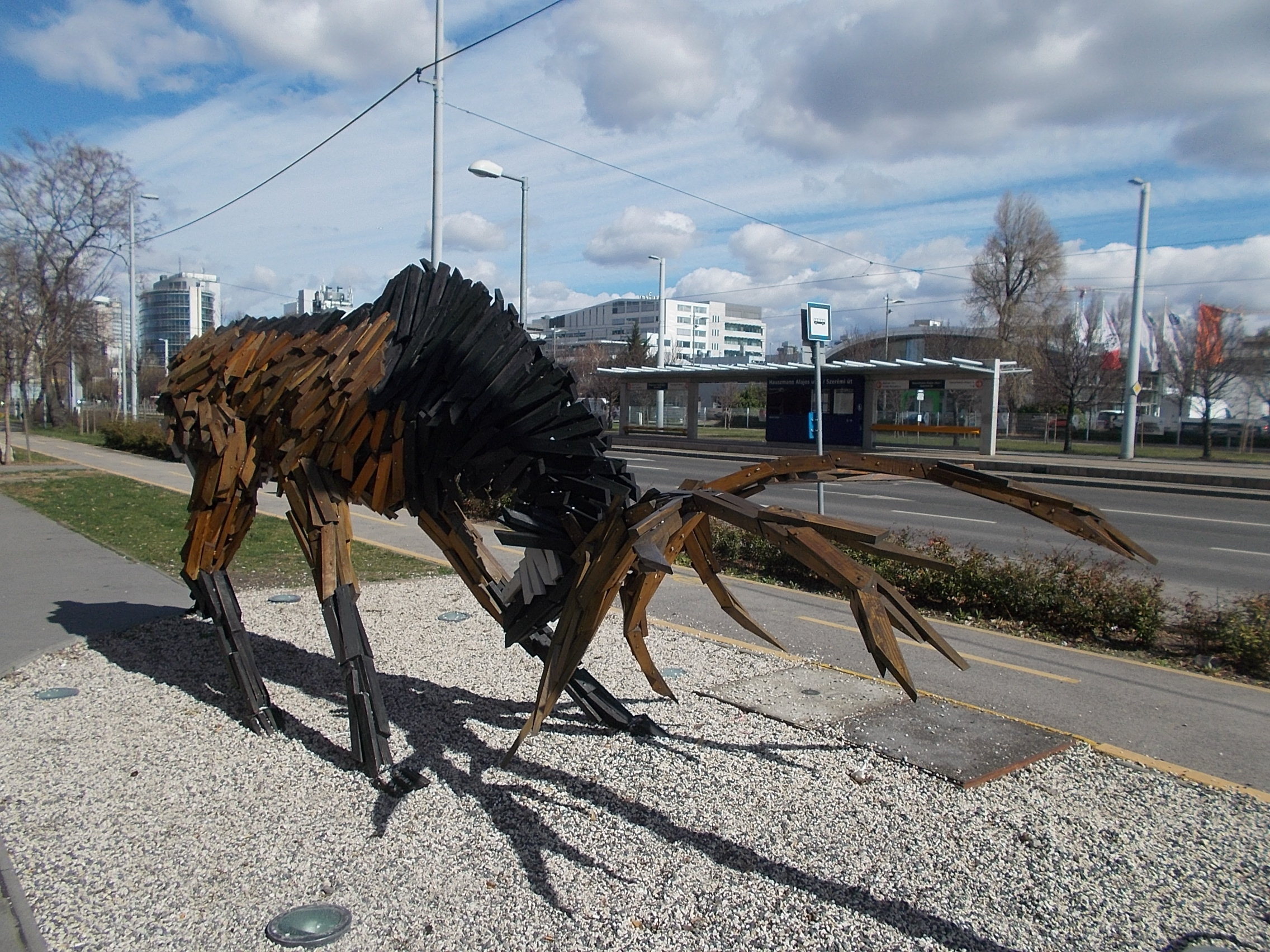
Szőke Miklós Gábor lécekből összeállított totemszobra

### Kőfaragás

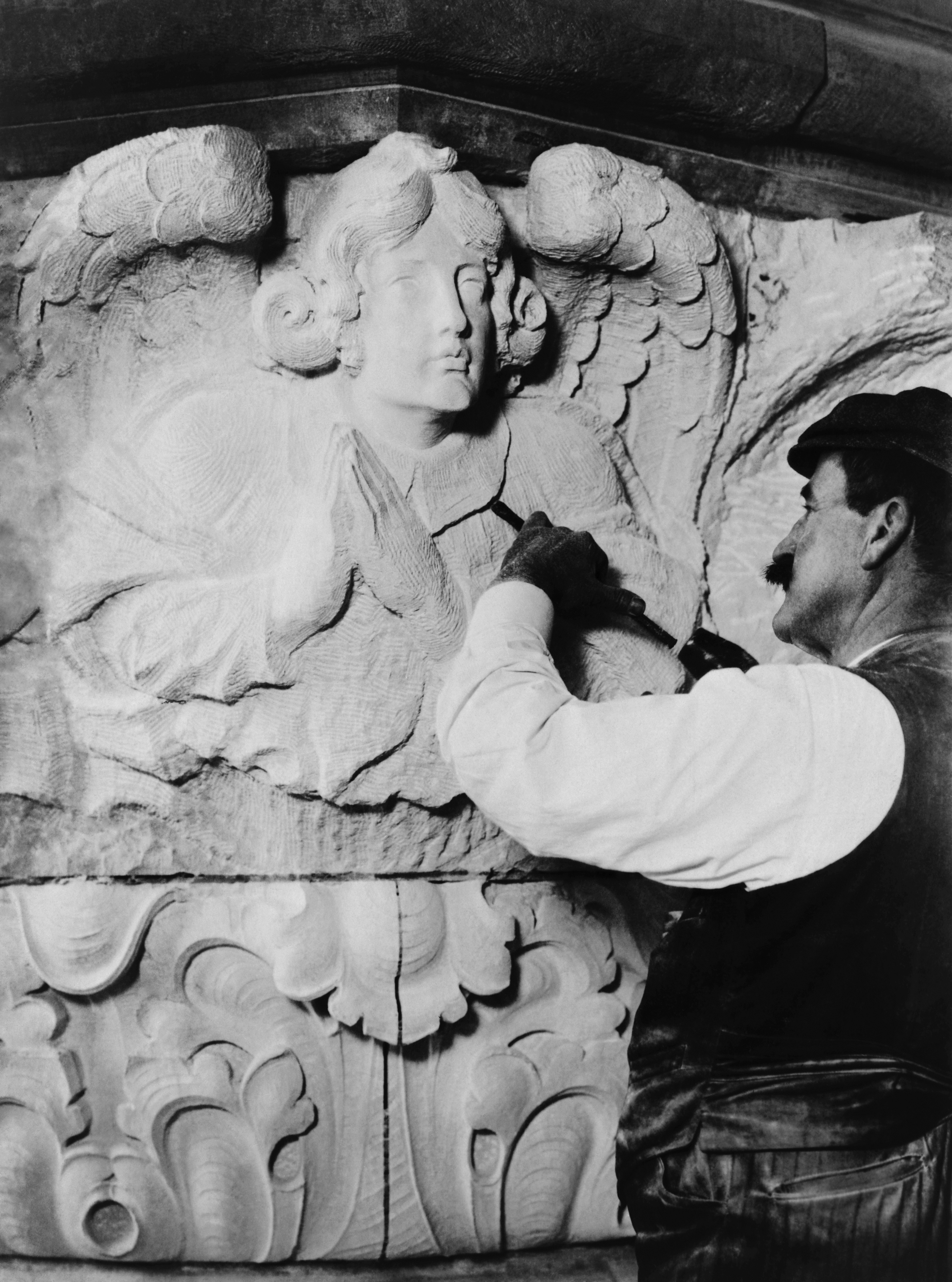
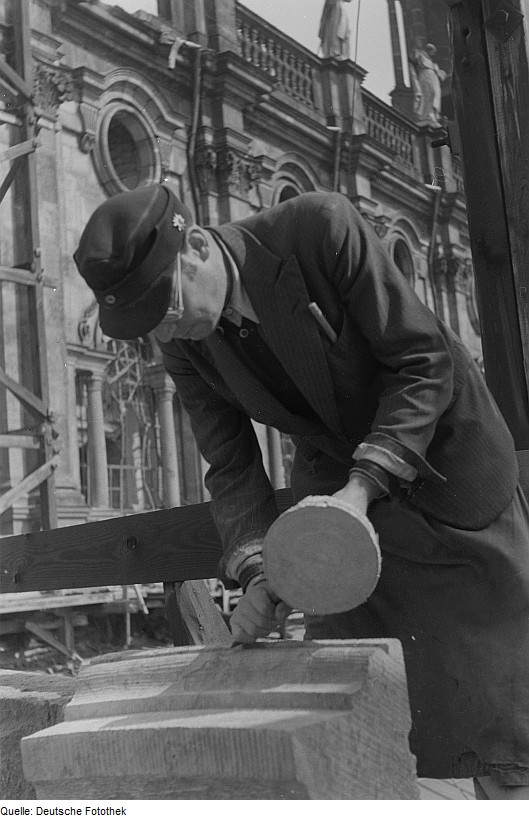
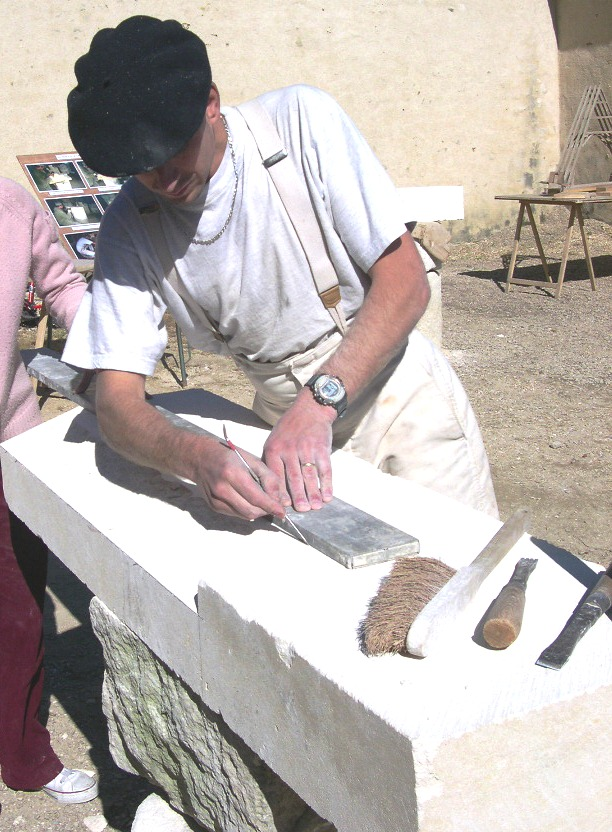

### Magyar szobrászművészek honlapjai
- Fazakas Sándor
- Friedrich Ferenc Archiválva 2009. február 1-i dátummal a Wayback Machine-ben
- Harasztÿ István
- Kalmár János
- Lugossy Mária
- Restyánszki Attila
- idősebb és ifjabb Szlávics László
- Szöllőssy Enikő
- Wagner Nándor